# Якаць-Дворна
Якаць-Дворна (пол. Jakać Dworna) — село в Польщі, у гміні Снядово Ломжинського повіту Підляського воєводства.
Населення — 81 особа (2011).
У 1975-1998 роках село належало до Ломжинського воєводства.

## Демографія
Демографічна структура станом на 31 березня 2011 року:
|          | Загалом | Допрацездатний вік | Працездатний вік | Постпрацездатний вік |
| -------- | ------- | ------------------ | ---------------- | -------------------- |
| Чоловіки | 46      | 11                 | 26               | 9                    |
| Жінки    | 35      | 5                  | 20               | 10                   |
| Разом    | 81      | 16                 | 46               | 19                   |